# フェア・ゲーム (2010年の映画)
『フェア・ゲーム』（Fair Game）は、プレイム事件を描いた2010年の伝記映画。ジョゼフ・ウィルソンの回顧録『The Politics of Truth』とその妻ヴァレリー・プレイムの回顧録『Fair Game』に基づいている。ダグ・リーマンが監督し、ナオミ・ワッツがプレイムを、ショーン・ペンがウィルソンを演じた。第63回カンヌ国際映画祭のコンペティション部門に正式出品され、ナショナル・ボード・オブ・レビュー賞では「表現の自由賞」を受賞した。
ワッツとペンの共演は『21グラム』と『リチャード・ニクソン暗殺を企てた男』に続き3作目となる。
1995年に同タイトルの映画が公開されているが、原作や内容などは全くの別物であり、関連性はない。

## キャスト
※括弧内は日本語吹替
- ヴァレリー・プレイム - ナオミ・ワッツ（佐々木優子）
- ジョー・ウィルソン - ショーン・ペン（山路和弘）
- サム・プレイム - サム・シェパード（仲野裕）
- ルイス・"スクーター"・リビー - デヴィッド・アンドリュース（相沢まさき）
- ダイアナ - ブルック・スミス
- ビル - ノア・エメリッヒ（ふくまつ進紗）
- ジム・パビット - ブルース・マッギル（山本格）
- ジャック - マイケル・ケリー
- カール・ローヴ - アダム・ルフェーヴル
- スティーヴ - ノーバート・レオ・バッツ
- ディック・チェイニー - 本人映像
- コンドリーザ・ライス - 本人映像

## 製作
撮影はワシントンD.C.とニューヨークで行われた。

## 評価
本作は批評家から概ね高い評価を得た。Rotten Tomatoesは170個のレビューのうち79%が肯定的な評価を下し、評価の平均は6.9/10であると報告している。

## 表現の正確性
映画の2つの主張は政治アナリストたちの見解を大きく分けた。ひとつはジョゼフ・ウィルソンのニジェールへの事実調査が、サッダーム・フセインが過去にニジェールからウランの獲得を試みたとするイギリスの主張が虚偽であったこと (ニジェール疑惑) の証明につながったというものだ。プレイム事件を取材していた『ワシントン・ポスト』の記者ウォルター・ピンカスとリチャード・リービーは、2010年11月のコラムでこの描写は正確であると書いた。これに対し『ナショナル・レビュー』のクリフォード・メイは、「ウィルソンがアフリカへの任務から持ち帰った情報の最も重要な部分は、1999年にイラクの貿易使節団の高官がニジェールを訪れていたとするものである」ため、ウィルソンの調査と報告はウランに関する主張をむしろ裏付けるものであったと書いた。『ワシントン・ポスト』は2010年12月の社説でイギリス政府の当初の主張が正しかったとする2004年のイギリスの「バトラー報告書」を引き、これを支持した。これに対し、ジャーナリストのデイヴィッド・コーンは『マザー・ジョーンズ』に寄せた中で、バトラー報告書とは対照にCIAはイギリス政府のウランの主張は誇張であると内部文書に留めていたと書いた。
もうひとつ議論を呼んだのは、ウィルソンのウランに関する発言への制裁としてアメリカ政府の人物がプレイムの名前をマスコミ、すなわちロバート・ノヴァクへリークしたことを示唆する描写である。『ワシントン・ポスト』の社説とメイはともに、この情報をリークしたのはイラク戦争反対派でウィルソンを貶める立場になかった当時の国務副長官リチャード・アーミテージであったとしている。一方、ピンカスとリービーは映画の方が正確であるとした。コーンもこれに従い、たとえアーミテージが情報源であったとしても、唯一の情報源ではなかったかもしれず、またカール・ローヴがリークした可能性もあると書いた。しかし現在、ローヴの関与を示す証拠はない。
これら以外の点では合意が得られている。劇中、プレイムは綿密かつ極秘裏にイラクの科学者のグループとともに行動し、プレイムの正体がばれると計画は中断されたように描かれているが、ピンカスとリービー、メイ、および『ワシントン・ポスト』の社説は、プレイムは科学者たちと直接仕事をしたことはなく、計画も中断されていないという見解で一致している。
また、ピンカスとリービーは『ヴァニティ・フェア』誌へのプレイムとウィルソンの掲載の描写を問題に挙げた。劇中で2人は雑誌に載るかどうかを悩んでいるが、その後できあがった写真をファッションスタイルにすることを決める描写はなく、これはピンカスとリービーによれば「彼らにとってPRの失態」である。
その一方でピンカスとリービーは、一部の記事と異なり、プレイムが正体を暴露されたときも秘密工作員であったことや、当初のノヴァクのコラムと異なり、ウィルソンが妻の要請によらずニジェールへの事実調査に選ばれたことなどの描写が正確であるとして、映画を称えている。